# Шопоков (город)
Шо́поков (кирг. Шопоков) — город в Сокулукском районе Чуйской области Кыргызстана. Население — 10 289 человек (2021).

## История
До 1930 года — село Новотроицкое, в 1930-1985 годах — посёлок городского типа Краснооктябрьский.
Краснооктябрьский получил статус города с присвоением имени Шопоков 25 февраля 1985 года. Назван город в честь героя Советского Союза, воина-панфиловца, Дуйшенкула Шопокова, погибшего 16 ноября 1941 года, защищая Москву в Великой Отечественной войне.

## География
Город расположен у северного склона Киргизского хребта на высоте 740 м над уровнем моря. Рельеф местности — равнинный. Город находится в 20 км к западу от столицы Бишкека, в 38 км — от международного аэропорта «Манас».
В северной части города проходит автотрасса Бишкек — Ош, в южной — железная дорога (железнодорожная станция «Шопоков»). Градообразующие предприятия: Ново-Троицкий сахарный завод (ныне — АООТ «Кошой»), Сокулукский завод «Торгмаш» (ныне — ЗАО «Кыргызторгмаш»).

## Население
В городе проживает 9 150 жителей 33-х национальностей: киргизы — 2704 чел., русские — 4906 чел., украинцы — 752 чел., немцы — 296 чел., татары — 75 чел., казахи — 35 чел., узбеки — 22 чел., турки — 17 чел., дунгане — 15 чел., таджики — 10 чел., уйгуры — 8 чел. и другие — 313 чел.
| Год  | Население |
| ---- | --------- |
| 2021 | 10 289    |
| 2009 | 8 749     |
| 1999 | 9 133     |
| 1989 | 9 640     |
| 1979 | 9 386     |
| 1970 | 10 267    |
| 1959 | 8 621     |

## Города-побратимы
- Волоколамск, Россия.